# Moto Guzzi V7 Racer
Moto Guzzi V7 Racer – włoski motocykl produkowany przez firmę Moto Guzzi od 2008 roku. Pojazd nawiązuje swym wyglądem do starszych maszyn.

## Dane techniczne/Osiągi
Silnik: V2
Pojemność silnika: 744 cm³
Moc maksymalna: 46 KM/6200 obr./min
Maksymalny moment obrotowy: 58 Nm/2800 obr./min
Prędkość maksymalna: 155 km/h
Przyspieszenie 0–100 km/h: 5,9 s